# Hellespontique
Dans l'Antiquité tardive, l'Hellespontique (en latin : provincia Hellespontica) était une province romaine d'Asie Mineure. 
Elle tirait son nom de l'Hellespont (en latin : Hellespontus ; en grec ancien : Έλλήσποντος, mer de Hellé), l'actuel détroit des Dardanelles, qui sépare l'Europe de l'Asie.
Sa création résultait d'une partition de l'ancienne province d'Asie, province sénatoriale créée en 129 av. J.-C. à partir de l'ancien royaume attalide de Pergame, légué en 133 av. J.-C. par Attale III Philométor.
Son territoire couvrait la partie septentrionale de la Troade et une partie de la Mysie.
Elle était limitée par les trois provinces de Bithynie, de Phrygie première, dite pacatienne, et de Lydie ainsi que par l'Asie proconsulaire.
Elle relevait du diocèse asiatique, dont le vicaire résidait à Éphèse, et de la préfecture d'Orient, dont le préfet du prétoire résidait à Constantinople.
Sa métropole était Cyzique (en latin : Cyzicus ou Cyzicum ; en grec ancien : Κύζικος / Kýzikos).
D'après le Synekdèmos d'Hiéroclès, elle comprenait trente cités.